# High School Musical
High School Musical és una pel·lícula musical estatunidenca de 2006 dirigida per Kenny Ortega i distribuïda per Disney Channel amb gran èxit.
Ha tingut dues seqüeles: High School Musical 2 i High School Musical 3. Actualment també consta d'una sèrie en Disney+ anomenada High School Musical: The Musical: The Series, on uns estudiants realitzen un musical inspirat en la pel·lícula.

## Argument
Troy Bolton és el capità de l'equip de bàsquet de la seva escola, mentre que Gabriella Montez, és una estudiant tímida, interessada en les ciències i les matemàtiques. Ells dos es coneixen a la festa d'any nou, interpretant una cançó per a la qual van ser triats.
A la setmana següent Gabriella arriba a la preparatòria d'East High School, la mateixa escola on estudia Troy. Es retroben i s'adonen que tenen una cosa que els uneix: el gust per la música.

## Personatges
Troy Bolton
(Zac Efron) És el protagonista de la pel·lícula i interpreta a un capità de bàsquet de l'equip dels Wildcats. Una nit, Troy Bolton durant la festa de cap d'any, coneix a una noia que es diu Gabriella Montez. A l'escola s'està preparant un musical anomenat "l'any" els quals Troy i Gabriella s'apuntaran al musical els quals seran els protagonistes. Els amics d'en Troy desconeixien aquesta cara del seu amic. El problema arriba quan el dia de l'estrena de l'obra cau el mateix dia que la final de bàsquet. En aquell moment en Troy haurà de decidir que prefereix, cantar o jugar al bàsquet.
És el típic noi popular de l'escola i capità de l'equip de bàsquet d'East High School. El seu millor amic és Txad Danford. En una festa d'Any Nou, és triat per a cantar en versió karaoke amb Gabriella Montez. Abans d'això, només es dedicava a cantar en la dutxa. Troy se sent confós quan ha d'administrar el seu temps per a practicar el seu esport i el cant. Vol cantar amb Gabriella, però al mateix temps els seus companys d'equip ho pressionen i es preocupen, ja que ella pot afectar la seva concentració en el joc, tenint en compte que és el capità de l'equip i, ni més ni menys, que el fill de l'entrenador. Troy gaudeix en secret de les seves habilitats artístiques, descobertes gràcies a Gabriella. En la pel·lícula conta que sovint ho criden "un jugador de bàsquet nat", assegurant que de vegades no li agradaria ser vist sempre d'aquesta forma per tots.
Gabriella Montez
(Vanessa Anne Hudgens) És la protagonista femenina de la pel·lícula, és tímida i una estudiant molt intel·ligent. Coneix a Troy Bolton quan ambdós són forçats a cantar junts durant les vacances de cap d'any. Els deixa impressionats a tots amb els seus èxits acadèmics i després descobreixen que havia guanyat el decatló acadèmic a la seva anterior escola. Havia cantat en un cor de l'església, però mai alguna cançó sola. Ella i en Troy fan l'audició pel musical escolar i triomfen, a banda de guanyar el Decatló Acadèmic (interpretada per Vanessa Hudgens). Jove intel·ligent, a la qual en la festa d'Any Nou la trien per a cantar en un karaoke juntament amb Troy Bolton. Ella cantava en el cor de l'església, però era molt tímida. Al començar de nou el cicle escolar, Gabriella era nova en East High School, ja que la seva mare l'havien destinat a Albuquerque cap a poc temps. En l'institut, Troy i ella van al casting per al musical, encara que els trien per casualitat. Combina els assajos amb el seu club de ciències, amb el qual va al Decatló Acadèmic, que ho guanya al costat del seu equip. Al final, Troy i ella participen en el rol estel·lar del musical deixant a tots bocabadats amb la seva fantàstica actuació.
Sharpay Evans
(Ashley Tisdale) És l'antagonista i la rival de la pel·lícula. És una noia molt presumida la qual apareix a la pel·lícula arreglant la seva imatge. Ella té un germà que es diu Ryan Evans, interpretat per l'actor Lucas Grabeel. Ells sempre han estat els protagonistes de tots els musicals de l'escola. Però en apuntar-s'hi en Troy i la Gabriella passaran a ser actor secundaris.
Ryan Evans
(Lucas Grabeel) Ryan és el germà bessó de Sharpay, company d'actuació. Ambdós han actuat en nombroses obres escolars junts. En Ryan necessita la seva germana constantment, perquè depèn massa d'ella.
Taylor McKessie
(Monique Coleman) És la líder del club de ciència d'East High, que competeix en el Decatló Acadèmic. Ella es fa la millor amiga de Gabriella quan ella hi és a l'escola i a la vegada, la convenç perquè participi en el Decatló Acadèmic. Al principi va intentar parar a Gabriella amb la seva boja idea de cantar, però després acaba recolzant-la. Ella creu que els atletes són "bèsties salvatges". Al final de la pel·lícula, Taylor és convidada a eixir amb Chad.
Chad Danforth
(Corbin Bleu) És el millor amic i el gran company de Troy. Es dedica sol al bàsquet. Al començament, Chad és una mica egoista amb la idea que Troy canti. Ell pensa que un musical no és pels jugadors de bàsquet. Al principi, no veu amb bons ulls que en Troy canti en el musical, però al final, l'acaba recolzant. Al final de la pel·lícula Chad convida a eixir a Taylor.
Entrenador Jack Bolton
(Bart Johnson) És el pare d'en Troy bolton, l'entrenador d'en Troy i del seu equip… Jack Bolton, (el seu pare) porta anys entrenant al seu fill, perquè vol que el seu fill arribi a ser l'estrella de l'equip.
Sra. Darbus
(Alyson Reed) És la professora de Teatre d'East High i es considera una eminència del teatre. Avorreix els telèfons mòbils i activitats com els esports, els que anomena "primitius".
Kelsi Nielsen
(Olesya Rulin) La compositora i pianista del nou musical. Kelsi és molt tímida i una persona no molt confidencial. Ella sent molta por a Sharpay. Al final de la pel·lícula, Troy anomena a Kelsi com a "compositora" i rep la pilota de bàsquet del partit.
Zeke Baylor
(Chris Warren Jr) És un jugador de l'equip de bàsquet. Adora fer postres (com es veu en la cançó "Stick to the Status quo"). Ell vol guanyar el cor de Sharpay fent-li postres. Al final de la pel·lícula, Sharpay li diu a Zeke que li faci més galetes, llavors ella corre i l'abraça.
Sra. Montez
(Socorro Herrera) És la mare de Gabriella. Van haver d'anar a viure a Alburquerque per la seva empresa, i és allà on Gabriella es va tornar a trobar amb Troy Bolton.
Jason Cross
(Ryne Sanborn) És un jugador de l'equip de bàsquet sembla que li agrada la tímida Kelsi.
Director Dave Matsui
(Joey Mishiyama) És el director d'East High el qual recolza a l'entrenador Bolton, perquè ell troba més important el bàsquet que el musical.

## Premis i nominacions
La pel·lícula ha rebut 14 nominacions, i n'ha guanyat 7: 2 a l'Emmy, 4 al Teen Choice Awards i 1 al Television Critics Awards.
| Any  | Premi                                      | Categoria | Nominats | Resultat                    | Ref. |
| ---- | ------------------------------------------ | --- | --- | --------------------------- | ---- |
| 2006 | Premis American Music                      | Millor Àlbum de Pop | High School Musical (banda sonora) | Nominat                     |      |
| 2006 | ASTRA Awards                               | Programa Internacional preferit | High School Musical | Guanyador                   |      |
| 2006 | Billboard Music Award                      | Banda Sonora de l’any __________________________ Àlbum de l’any                                                                      | High School Musical (banda sonora) | Guanyador _________ Nominat |      |
| 2006 | Premi Humanitas                            | Categoria d'Acció En Viu per a Nens                                                                                                  | Peter Barsocchini | Guanyador                   |      |
| 2006 | Imagen Foundation Awards                   | Millor Actriu de Televisió | Vanessa Hudgens | Nominat                     |      |
| 2006 | Nickelodeon Australian Kids' Choice Awards | Pel·lícula preferida | High School Musical | Guanyador                   |      |
| 2006 | Nickelodeon UK Kids' Choice Awards         | Millor Actor de TV | Zac Efron | Guanyador                   |      |
| 2006 | Premis Primetime Emmy                      | Coreografia Excel·lent | Kenny Ortega, Charles Klapow i Bonnie Story | Guanyador                   |      |
| 2006 | Premis Primetime Emmy                      | Programa Excel·lent per a Nens | Don Schain, Bill Borden i Barry Rosenbush | Guanyador                   |      |
| 2006 | Premis Primetime Emmy                      | Millor Direcció per a una Minisèrie, una Pel·lícula o un Especial                                                                    | Kenny Ortega | Nominat                     |      |
| 2006 | Premis Primetime Emmy                      | Repartiment Excepcional per a una Minisèrie, una Pel·lícula o un Especial                                                            | Jason La Padura i Natalie Hart | Nominat                     |      |
| 2006 | Premis Primetime Emmy                      | Música i Lletres Originals Excepcionals                                                                                              | "Get'cha Head in the Game" cantada per Zac Efron i escrita per Ray Cham, Greg Cham i Drew Seeley ________________________________ "Breaking Free" cantada per Zac Efron i Vanessa Hudgens i escrita per Jamie Houston | Nominat                     |      |
| 2006 | Premis Satellite                           | Millor Pel·lícula per a Televisió | High School Musical | Nominat                     |      |
| 2006 | Television Critics Association Awards      | Assoliment Excepcional en Programació Infantil                                                                                       | High School Musical | Guanyador                   |      |
| 2006 | Teen Choice Award                          | Televisió - Choice Breakout Star | Zac Efron | Guanyador                   |      |
| 2006 | Teen Choice Award                          | Televisió - Choice Chemistry | Vanessa Hudgens i Zac Efron | Guanyador                   |      |
| 2006 | Teen Choice Award                          | Televisió - Programa de Comèdia o Musical escollit                                                                                   | High School Musical | Guanyador                   |      |
| 2006 | Teen Choice Award                          | Televisió - Choice Breakout Star | Vanessa Hudgens | Nominat                     |      |
| 2006 | Casting Society of America                 | Millor Programació de Televisió per a Nens                                                                                           | Jason La Padura i Natalie Hart | Guanyador                   |      |
| 2007 | Costume Designers Guild Awards             | Fet Excepcional per a Pel·lícula de Televisió o Minisèrie                                                                            | Tom McKinley | Nominat                     |      |
| 2007 | Premis del Sindicat de Directors           | Assoliment Directiu Excel·lent en el Programa per a Nens                                                                             | Kenny Ortega, Don Schain, Matias Alvarez i Tobijah Tyler | Guanyador                   |      |
| 2007 | Golden Reel Award                          | Millor Edició de So en Música per a Televisió: Format Llarg                                                                          | Carli Barber i Michael Dittrick | Guanyador                   |      |
| 2007 | Image Award                                | Programa Excel·lent per a Nens __________________________ Acompliment Excel·lent en un Programa per a Joves / Nens: Sèrie o Especial | High School Musical ________________________________ Corbin Bleu | Nominat                     |      |
| 2007 | PGA Awards                                 | Productor Destacat de Televisió de Llarga Duració                                                                                    | Bill Borden i Barry Rosenbush | Nominat                     |      |
| 2007 | Premis Young Artist                        | Millor Actuació en una Pel·lícula per a Televisió, Minisèrie o Especial (Comèdia o Drama) - Actor Jove Protagonista                  | Zac Efron | Nominat                     |      |
| 2007 | Premis Young Artist                        | Millor Actuació en una Pel·lícula per a Televisió, Minisèrie o Especial (Comèdia o Drama) - Actriu Jove Protagonista                 | Vanessa Hudgens | Nominat                     |      |
| 2007 | Premis Young Artist                        | Millor Actuació en una Pel·lícula per a Televisió, Minisèrie o Especial (Comèdia o Drama) - Actor Jove de Repartiment                | Corbin Bleu | Nominat                     |      |
| 2007 | Premis Young Artist                        | Millor Pel·lícula de Televisió Familiar o Especial                                                                                   | High School Musical | Nominat                     |      |

## Música
Llista de cançons:
| #  | Nom                                    | Cantants                           | Duració |
| -- | -------------------------------------- | ---------------------------------- | ------- |
| 1  | Start of Something New                 | Vanessa Hudgens i Zac Efron        | 3:16    |
| 2  | Get'cha Head in the Game               | Zac Efron i los Linces             | 2:27    |
| 3  | What I've Been Looking For             | Ashley Tisdale i Lucas Grabeel     | 2:03    |
| 4  | What I've Been Looking For (Reprise)   | Vanessa Hudgens i Zac Efron        | 1:19    |
| 5  | Stick to the Status Quo                | repartiment de High School Musical | 4:28    |
| 6  | When There Was Me and You              | Vanessa Hudgens                    | 3:00    |
| 7  | Bop to the Top                         | Ashley Tisdale i Lucas Grabeel     | 1:47    |
| 8  | Breaking Free                          | Vanessa Hudgens i Zac Efron        | 3:27    |
| 9  | We're All in This Together             | repartiment de High School Musical | 3:51    |
| 10 | Eres Tú                                | Belanova                           | 2:30    |
| 11 | Get'cha Head in the Game (Pop Version) | B5                                 | 2:43    |
| 12 | Start of Something New (Karaoke)       |                                    | 3:16    |
| 10 | Breaking Free (Karaoke)                |                                    | 3:27    |

## Al voltant de la pel·lícula
- La pel·lícula va costar uns 5 milions de dòlars i ja té més de 36 milions d'espectadors. En la seva estrena va tenir 7 milions d'espectadors, convertint a High School Musical en el musical per excel·lència de Disney Channel.[2]
- Generalment, aquesta pel·lícula es va assolir veure en Disney Channel, però també va aparèixer en altres canals televisius de via oberta.
- El disc de la pel·lícula s'ha guanyat un lloc en els Rècord Guinness gràcies al reconeixement com el disc de banda sonora més venut en la història per haver recaptat en el que va des del seu llançament la quantitat de 100 milions de dòlars.

## DVD
Va Ser llançat el 23 de maig de 2006. També amb el backstage (darrere d'escena), el vídeo musical de "I Can't Take My Eyes of of You" (que no va ser passat en la pel·lícula) i els moviments per a aprendre els passos de "Bop to the Top" de Kenny Ortega. El DVD (amb 400.000 còpies venudes en el seu primer dia) s'ha convertit en el programa de TV de més ràpida venda en DVD en la indústria de l'entreteniment per a la llar 2006 i la pel·lícula per a TV en DVD de més ràpida venda en la història. En la seva primera setmana de vendes a Argentina es van adquirir més de 150.000 unitats del DVD encaminant-lo com el rècord històric de vendes para Disney i per al mercat local.